# Inc. Russia
Инк. — російське ділове видання, запущене під назвою Inc. Russia в 2016 році у Росії на правах франшизи американського журналу про бізнес Inc.

## Опис
Видання Inc. виходило у Росії за франшизою з 2016 по 2024, змінивши назву на «Инк.» та відмовившись від франшизи у грудні 2024 року зберегло концепцію американської версії, зосереджуючись на малому та середньому бізнесі.

## Історія

Логотип видання з 2016 по 2024 рік

Як зазначило російське інтернет-видання про інформаційні технології vc.ru, 23 листопада 2016 року американський глянець про роботу малого бізнесу Inc. оголосив про запуск російськомовної версії. Редакцію видання очолив Олександр Федорчук, який до цього шість років керував видавництвом корпоративних медіа «Дорога редакція», яке і розробило дизайн російськомовної версії Inc. Засновником та видавцем Inc. Russia є «Видавнича компанія «Рада директорів». Як зазначає провідне російське ділове видання «Ведомости», за даними Роскомнадзору, у цієї компанії з кінця 2015 року дві ліцензії — на видання друкованого ЗМІ та ліцензія мережевого видання. За даними Єдиного державного реєстру юридичних осіб, по 12,5% цієї компанії володіють Микита Кім та Ілля Мерензон, ще 75% належить «Бізнес Проперті», 100% якої володіє Дмитро Паліхата, син російського підприємця, голови інвестиційного фонду Legacy Square Capital та колишнього президента концерну «Росенергомаш» Володимира Паліхати, який, як зазначив Микита Кім, виступив інвестором видання. Розмір вкладень у проект той не розкрив, та за на три роки очікує вийти на операційний прибуток. Також за його словами, компанією придбано ліцензію у американського Inc. на випуск журналу у Росії та кількох країнах близького зарубіжжя. Видання запустило портал incrussia.ru, та в 2017 році планує почати випуск друкованого журналу.
З лютого 2017 року Олександр Федорчук перейшов у наглядову раду видання, в той час як пост головного редактора зайняв Станіслав Мудрий.
У липні 2018 року Станіслав Мудрий пішов з видання, виконувачем обов'язків головного редактора журналу була призначена шеф-редактор Inc. Russia Інна Титова.
У листопаді 2018 року головним редактором видання став Ілля Нагібін, в той час як Інна Титова продовжила працювати у виданні на посаді заступника головного редактора.
У червні 2019 року головним редактором видання став Ігор Романов.
У травні 2021 року головним редактором видання стала Катерина Кинякіна.
У листопаді 2024 року у виданні оголосили про зміну власників та оновлення команди і очікувану відмову від франшизи та перейменування видання в російськомовний «Инк.» до кінця року. З літа 2024 року 100% компанії належить гендиректору «Корпорації роботів» Артуру Зархі та засновниці Vinci Agency Марії Лапук. У редакції зазначили що тематика ЗМІ залишиться незмінною і видання продовжить висвітлювати підприємництво у малому, середньому та великому бізнесі. Крім того, журналісти почнуть видавати друкований журнал. Посаду нового видавця «Інка» зайняла колишня заступниця голови Департаменту підприємництва та інноваційного розвитку Москви Людмила Цой, місце головного редактора зайняв Андрій Ходорченков, тоді як заступником головного редактора залишилася Ксенія Суворова а гендиректором медіа, як і раніше, залишився Микита Кім.
У грудні 2024 року видання відмовилося від американської франшизи та з 24 грудня носить назву «Инк.».

### Головний редактор
- Андрій Ходорченков (з 2024 року);
- Катерина Кинякіна (2021—2024);
- Ігор Романов (2019—2021);
- Ігор Романов (2019—2021);
- Ілля Нагібін (2018—2019);
- Станіслав Мудрий (2017—2018);
- Олександр Федорчук (2016—2017).